# ثریا دلیل
ثریا دلیل (زادهٔ ۱ ژانویهٔ ۱۹۷۰) پزشک اهل افغانستان است. وی از ۲۰۱۰ تا ۲۰۱۴ وزیر صحت افغانستان بود. وی به زبان‌های ازبکی، فارسی پشتو و انگلیسی تکلم می‌کند.

## زندگی
وی در ۱۹۷۰ در کابل زاده شد.